# Яковина, Твртко
Твртко Яковина (хорв. Tvrtko Jakovina, род. 2 марта 1972, Славонска-Пожега) — хорватский историк, политический советник, автор книг, профессор философского факультета Загребского университета. Много лет является приглашённым преподавателем в Болонском университете, а также преподавал в Сплитском университете.

## Биография
Родился в славонском городе Пожега, где окончил начальную и среднюю школу и прошёл обязательную военную службу. С 1991 по 1996 год учился на историка на философском факультете Загребского университета. Был основателем и первым почётным членом хорватского отделения Международной ассоциации студентов-историков. Ещё студентом изучал по обмену определённые дисциплины в Канзасскому университете, Информационном агентстве США и Бостонском колледже. Аспирантуру окончил в Лёвенском католическом университете. В течение 2000/01 учебного года был приглашённым стипендиатом Фулбрайта в Джорджтаунском университете в Вашингтоне. Затем также посещал Лондонскую школу экономики и политических наук и семинары в Израиле по вопросам Холокоста.
С 2010 года Твртко Яковина — член Совета по вопросам внешней политики и международных отношений Президента Республики Хорватия Иво Йосиповича. Он также является членом Совета Хорватско-американского общества, заместителем главы Правления Центра права и демократии им. Мико Трипало, заместителем главы Общества хорватской истории. С 2013 года ведёт передачу «Третья история» на HRT-3.
Прочитал большое количество публичных лекций и посетил много форумов в Хорватии и за рубежом. Был соавтором учебника истории для старшеклассников. Автор сотен статей, опубликованных в ежедневных газетах, таких как «Jutarnji list» и «Vjesnik». Из-за своих публично озвученных позиций касаемо важности объективности в исторических исследованиях часто подвергался нападкам хорватских праворадикалов. В круг его важнейших интересов входит мировая история XX века, американская история, холодная война, движение неприсоединения и политика разрядки.

## Научное и писательское наследие
Написал книги «Социализм на американской пшенице» (хорв. Socijalizam na američkoj pšenici), «Американский коммунистический союзник; хорваты, Югославия Тито и Соединённые Штаты Америки 1945-1955 годов» (хорв. Američki komunistički saveznik; Hrvati, Titova Jugoslavija i Sjedinjene Američke Države 1945-1955), «Третья сторона Холодной войны» (хорв. Treća strana Hladnog rata), «Моменты катарсиса. Переломные события XX века» (хорв. Trenuci katarze. Prijelomni događaji XX stoljeća). Написал ряд статей по вопросам внешней политики Титовской Югославии, истории Хорватии и Югославии XX века. Его книги были удостоены государственных премий в 2004 и 2014 годах, Яковина — лауреат литературной премии «Циклоп» 2013 года и премии Общества преподавателей университетов и других учёных.
Книга «Третья сторона Холодной войны» — это придирчивый взгляд изнутри на движение неприсоединения и то, как функционировала эта организация с более чем сотней государств. В отличие от первых двух книг Яковины, затрагивавших тему внешней политики Югославии с 1945 по 1963 год, эта книга не сосредотачивается исключительно на Югославии и её внешних сношениях, а фокусируется на движении неприсоединения. В одиннадцати разделах книга освещает все ключевые события движения неприсоединения во время Холодной войны от зарождения этого движения до наших дней.
В 2013 году книга «Моменты катарсиса. Переломные события XX века» получила литературную премию «Циклоп» в категории публицистических и научно-популярных книг. Книга даёт короткий обзор политической истории XX века. От Великой войны и до падения Берлинской стены автор отметил именно те события и тех лиц, которые ознаменовали политическую историю данного промежутка времени.